# Farmos
Farmos è un comune dell'Ungheria di 3.415 abitanti situato nella contea di Pest, nell'Ungheria settentrionale.

## Storia
Farmos è stata menzionata ufficialmente per la prima volta in un documento nel 1420, ma la sua storia risale a tempi antichi, si dice che alcuni reperti trovati intorno all'insediamento risalgano a prima della conquista ungherese del bacino dei Carpazi.
Il villaggio fu distrutto tra molti altri insediamenti ungheresi durante i Tatárjárás (invasione mongola dell'Europa). Il primo a governare su Farmos e nella parte meridionale e centrale dell'Ungheria fu Máté Csák dal 1311, poi dopo la sua morte acquisì importanza il clan della famiglia Káta.
Prima dell'inizio dell'invasione turca, il villaggio era della famiglia Mirliva. Nel diciassettesimo secolo, Farmos fu nuovamente devastata. Intorno al 1700, diverse famiglie della contea di Zólyom (ora parte della Slovacchia) immigrarono nel villaggio, che divenne ungherese nel giro di pochi decenni. Secondo il registro della contea del 1727, l'attutale area del villaggio era di proprietà - tra gli altri - di Ádám Bene, Boldizsár Kozma, il conte Antal Grassalkovich. Nel diciannovesimo secolo era delle famiglie Ivánka-Kass-Matolcsy e Vízy.